# Droga wojewódzka nr 808

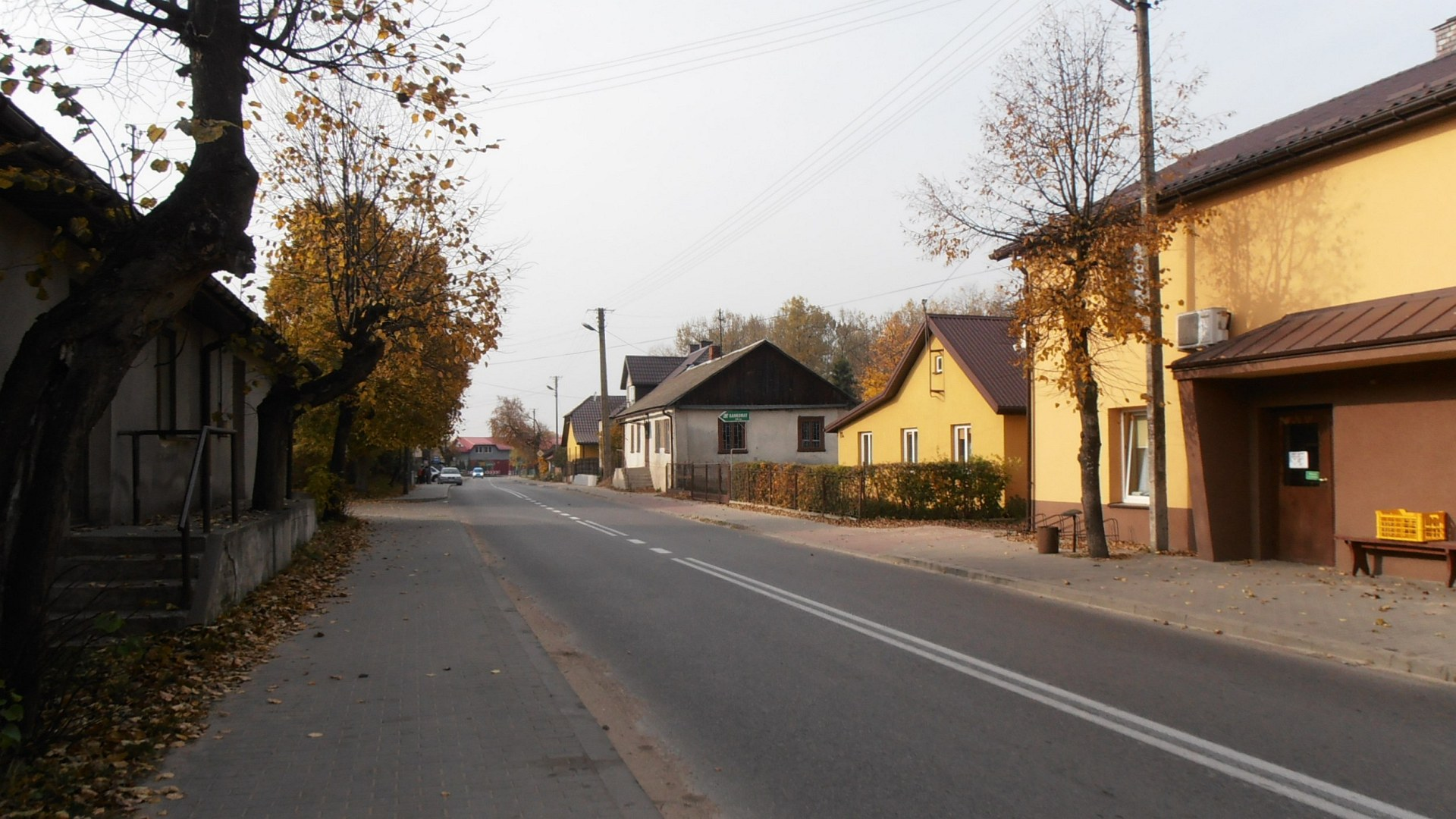
Droga nr 808 jako ul. Warszawska w Serokomli

Droga wojewódzka nr 808 (DW808) – droga wojewódzka klasy Z w województwie lubelskim, w powiatach lubartowskim i łukowskim, o długości 41,6 km.
Łączy Kock z Łukowem. Po oddaniu obwodnicy Kocka do użytkowania przedłużono drogę do miejscowości Bykowszczyzna, gdzie łączy się z S19,.

## Miejscowości leżące przy trasie DW808
- Wola Skromowska
- Kock
- Serokomla
- Wojcieszków
- Świderki
- Łuków